# Comuna Studena, Pișceanka
Studena (în ucraineană Студена) este o comună în raionul Pișceanka, regiunea Vinnița, Ucraina, formată din satele Studena (reședința) și Zatîșne.

## Demografie
Componența lingvistică a satului Studena
     Ucraineană (97,93%)
     Rusă (1,1%)
     Alte limbi (0,87%)
Conform recensământului din 2001, majoritatea populației satului Studena era vorbitoare de ucraineană (97,93%), existând în minoritate și vorbitori de rusă (1,1%).